# Palazzo Torlonia

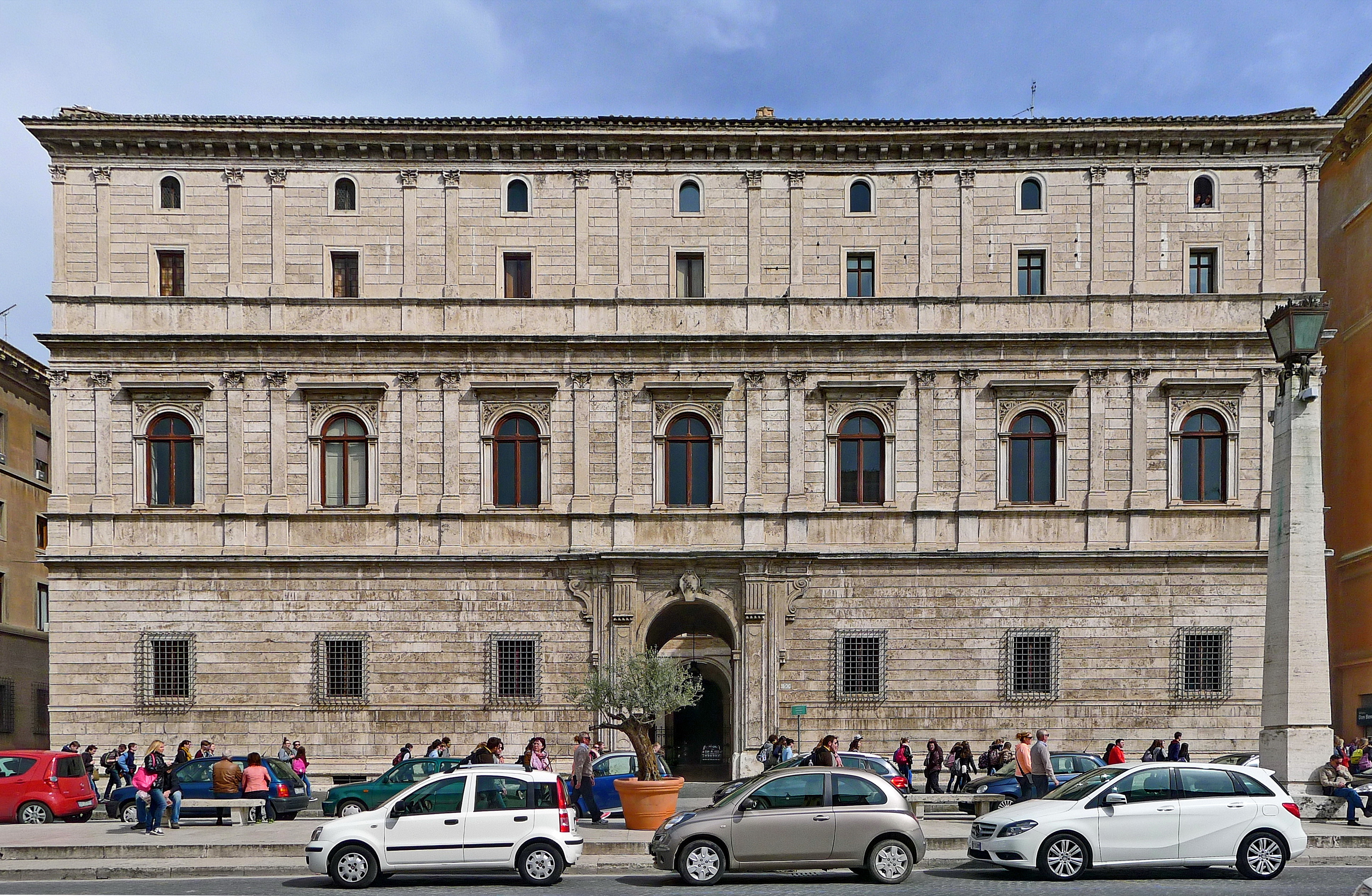
Der Palazzo Torlonia, Hauptfassade in der Via della Conciliazione

Der Palazzo Torlonia ist ein Renaissancepalast in Rom an der Via della Conciliazione. Der Palast wurde zwischen 1496 und 1507 als Residenz von Kardinal Adriano Castellesi da Corneto, Sekretär von Papst Alexander VI. und Julius II. erbaut, der ihm auch den ursprünglichen Namen, Palazzo Castellesi, verlieh. Er weist in der Fassadengestaltung große Ähnlichkeit mit dem Palazzo della Cancelleria auf, der vermutlich als Vorlage diente, ohne jedoch dessen ästhetische Qualität zu erreichen. Der oder die Architekten können nicht mehr eindeutig bestimmt werden. Genannt werden unter anderem Donato Bramante, Antonio da Sangallo der Ältere und Andrea Bregno. Der Palast trägt heute den Namen der Bankiers-Familie Torlonia, die ihn 1820 erwarb, renovierte und erweiterte. Er ist noch heute im Eigentum der Familie. In der Literatur wird der Palast auch unter dem Namen Palazzo Giraud-Torlonia geführt.

## Geschichtlicher Überblick

Vatikan und der Borgo, Ausschnitt aus dem Stadtplan von Tempesta 1606

Der sogenannte Borgo, das römische Stadtviertel zwischen der Vatikanstadt und der Engelsburg, war seit dem frühen Mittelalter ein sehr dicht bebautes Stadtgebiet. Zum Anlass des Jubiläumsjahres 1500 ließ Papst Alexander VI. eine Verbindungsstraße zwischen St. Peter und der Engelsburg, die Via Alessandrina, durch dieses Viertel brechen und verfügte, dort repräsentative Prachtbauten anzulegen. Kardinal Adriano Castellesi da Corneto, eng mit den Borgia verbunden, ließ sich dort ab 1496 an der heute nicht mehr existierenden Piazza Scossacavalli und neben der Kirche San Giacomo seinen Palast errichten.
1507 war Kardinal Castellesi in die Verschwörung der Kardinäle Petrucci und Sauli gegen Papst Leo X. verwickelt und musste Rom verlassen. Giorgio Vasari schrieb deshalb über den Bau und seinen Besitzer: „Man baute langsam und schließlich blieb er unvollendet wegen der Flucht dieses Kardinals“.
Der Kardinal schenkte, da er englischer Bürger war und das Vertrauen des englischen Königs genoss, den noch unvollendeten Palast König Heinrich VIII. von England, Der englische König ließ den Bau fortführen und die Fassade durch Polidoro da Caravaggio mit Graffiti schmücken und schenkte ihn seinerseits 1519 dem Legaten des Papstes Leo X. am englischen Hof, Kardinal Lorenzo Campeggi. Dieser leitete 1529 mit Kardinal Thomas Wolsey den Scheidungsprozess Heinrich VIII. Nach der Exkommunikation und dem Bann Heinrichs VIII. im Jahr 1538 durch Papst Paul III. beschlagnahmte der Heilige Stuhl den Palast. Die Familie Campeggi bewohnte den Palast weiterhin bis 1609. In dieser Zeit diente der Palast auch als Residenz des englischen Gesandten am Heiligen Stuhl. Bis 1624 folgten die Borghese als Bewohner des Palastes.

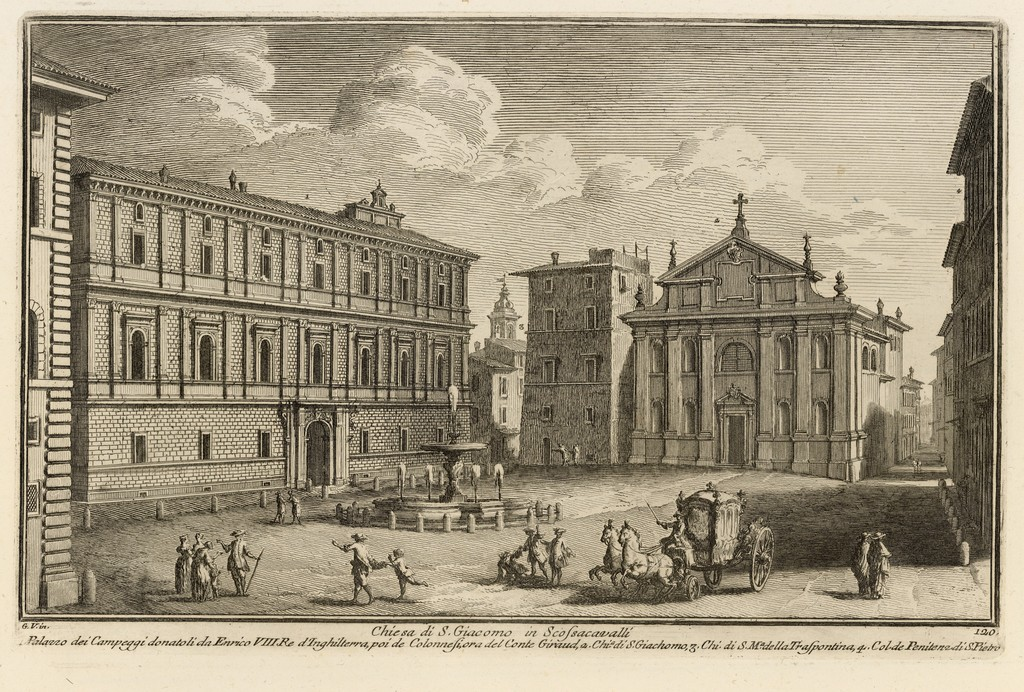
Die Piazza Scossacavalli, links der Palazzo Torlonia, rechts die Kirche San Giacomo, Giuseppe Vasi 1756

Ein Stich des Giuseppe Vasi aus dem Jahr 1756 zeigt die Fassade mit dem Eingangsportal an der Piazza Scossacavalli und die Kirche San Giacomo. Vor dem Palast befand sich ein Brunnen, der heute vor der Kirche Sant’Andrea della Valle steht.
1760 erwarb Graf Pietro Giraud, ein Mitglied der Bankiersfamilie Giraud aus Marseille, den Palast und gab ihm seinen Namen.
1820 kam der Palast in den Besitz des Bankiers Giovanni Raimondo Torlonia (1754–1829). Diese reiche Bankiersfamilie, die durch hohe Ämter dem päpstlichen Hof eng verbunden war, restaurierte ihn mit erheblichem Aufwand, ließ durch den Architekten Enrico Gennari statt des Gartens einen Flügel anbauen und bereicherte das Bauwerk mit einer Sammlung von Statuen, Büsten, Reliefs und alten architektonischen Fragmenten. Man ließ die Fassade fertigstellen und die Graffiti des Polidoro da Caravaggio entfernen. In dieser Zeit beherbergte der Palast eine bemerkenswerte Sammlung antiker Kunst, die Torlonia auch der Öffentlichkeit zugänglich machte. Er besaß auch die unvollendete Plastik „Herkules und Lichias“ von Antonio Canova, bis sie 1892 in den Besitz des Königreichs Italien überging. Sie gilt als epochales Werk des Klassizismus. Ein Teil des Palastes war im 19. Jahrhundert über einen längeren Zeitraum an den US-amerikanischen Rechtsanwalt und Schriftsteller Joseph Converse Heywood (1834–1900) vermietet, der trotz einiger Werke wie Sforza, Herodias und Antonius in Vergessenheit geriet.
1936 wurden nach Abschluss der Lateranverträge 1929 auf Veranlassung Benito Mussolinis die sogenannte Spina, die Häuserzeile entlang der Via Alessandrina samt der Kirche San Giacomo a Scossacavalli abgerissen und die Prachtstraße Via della Conciliazione als Zufahrt zum Petersplatz angelegt. Daher zeigt heute die Fassade des Palastes auf die Via della Conciliazione.
Bis heute ist die Vermögensverwaltung der Familie Torlonia im Palast untergebracht.

## Architekten
Wie bei dem großen Vorbild, dem Palazzo della Cancelleria, kann auch beim Palazzo Torlonia die Frage des oder der Architekten nicht eindeutig festgestellt werden. Giorgio Vasari wie auch Jacob Burckhardt schreiben Donato Bramante den Bau zu. Ebenso war Arnaldo Bruschi, ein bekannter italienischer Kunsthistoriker, sich fast sicher, dass Bramante der Autor des ursprünglichen Projektes war.
Auguste Choisy ist der Meinung, dass Bramante seinen Entwurf des Palazzo della Cancelleria für den Palazzo Torlonia kopiert habe. Insbesondere der Innenhof kann in seiner Form und Ausstattung stilistisch Bramante zugeordnet werden. Christoph Luitpold Frommel nimmt an, dass beide Paläste trotz stilistischer Ähnlichkeiten nicht denselben Urheber haben konnten. Im Gegensatz zu Bruschi meint er, dass der erste Architekt des Palazzo Torlonia unbekannt bleibt, wogegen Bramante der Architekt des Innenhofes ist. Später schreibt er hingegen das Äußere des Palastes Antonio da Sangallo dem Älteren zu. Letarouilly benennt den oft im Zusammenhang mit dem Palazzo della Cancelleria erwähnten Andrea Bregno. Dieser ist allerdings als Architekt des Gesamtprojektes unwahrscheinlich, da er in erster Linie Bildhauer und Steinmetz war. Generell kann angemerkt werden, dass die Architektur deutliche Spuren eines Meisters aufweist, der durch Leon Battista Alberti geprägt worden war.

## Standort und Lage
Der Palast befindet sich in Rom, Via della Conciliazione, 30 im Rione Borgo, ca. 250 Meter von der Staatsgrenze zum Vatikanstaat. Der Haupteingang liegt an der Via della Conciliazione. Die Via dell'Erba begrenzt den Palast an der Westseite in Richtung St. Peter und der Vicolo dell’Inferriata an der Ostseite. Der Nordflügel der Palastanlage grenzt an den Borgo Sant’Angelo und den Passetto di Borgo, den Verbindungsgang zwischen Vatikan und Engelsburg, der ehemals ein Teil der Stadtmauer Leos IV. war und von Papst Nikolaus III im 13. Jahrhundert umgebaut wurde.

## Namensgebung
Der ursprüngliche Name war Palazzo Castellesi, nach dem Erbauer des Palastes. Im 18. Jahrhundert benannte die französische Bankiersfamilie Giraud den Palast in Palazzo Giraud um. Durch den Kauf der Familie Torlonia erfuhr der Renaissancebau im 19. Jahrhundert nochmals eine Namensänderung. In der Literatur findet man den Palast häufig auch unter der Doppelbezeichnung Palazzo Giraud-Torlonia.

## Äußere Gestaltung
Der Renaissancepalast entspricht dem für das späte 15. Jahrhundert in Rom typischen Stil. Die Ähnlichkeit mit dem Palazzo della Cancelleria ist auffallend. Der Palazzo Torlonia wird aus diesem Grunde manchmal auch als „kleine Cancelleria“ bezeichnet. Wesentliche, stilprägende Elemente wie die Pilasterordnung und die Schnittsteinquaderung wurden übernommen. Jedoch die markanten Eckrisalite des Palazzo della Cancelleria fehlen. In seiner Gesamtheit erreicht er die Ausgewogenheit der Proportionen und die rhythmische Harmonie der meisterlichen Fassadenarchitektur seines Vorbildes allerdings nicht.
Die Fassade ist durch Gesimse mit Lisenen in drei Zonen gegliedert, wobei das Erdgeschoss durch die ungleichen Proportionen in der Höhe stark dominiert. Das Eingangstor ist in der Mitte des Sockelgeschosses positioniert und erfuhr im 18. Jahrhundert einen Umbau. Das erste Stockwerk weist Rundbogenfenster in Ädikulen, rhythmisiert mit Pilastern und Kompositkapitellen auf. In der oberen Fassadenzone sind rechteckige Fenster eingelassen, über denen sich wiederum kleine Rundbogenfenster befinden. Die Pilaster des Piano nobile wurden aufgenommen, jedoch filigraner ausgeführt.

## Innenhof
Der harmonische, quadratische Innenhof wird im Entwurf u. a. Donato Bramante zugeschrieben. Die Bauausführung begann ca. 1507. Bis in das 18. Jahrhundert führte der Innenhof in den anschließenden Garten und die Stallungen.
Antike Statuen und Büsten sowie zwei Brunnen mit Marmorreliefs zieren heute den Hof. In diesem Cortile befinden sich auch neun Marmorreliefs des dänischen Bildhauers Bertel Thorvaldsen. Die Geschichte dieser Reliefs ist nur wenig dokumentiert. Thorvaldsen hatte im Jahr 1827 überlegt, den Palast als Museum für seine Werke zu erwerben.